# Villedieu-les-Poêles
Villedieu-les-Poêles là một xã thuộc tỉnh Manche trong vùng Normandie tây bắc nước Pháp. Xã này có diện tích 8,05 km2, dân số năm 2006 là 3920 người.
Pont-Farcy nằm về phía đông, Saint-Lô về phía bắc, Vire nằm về phía đông nam và Granville nằm về phía tây.
Thị trấn này về truyền thống là một trung tâm chế tác kim loại, đặc biệt là nồi đồng, đặc biệt là đúc chuông nhà thờ.